# Anders Leijonstedt
hrabia Anders Leijonstedt (ur. 1649 w Uppsali, zm. 10 października 1725 w Sztokholmie) – szwedzki dyplomata.

## Życiorys
Jego ojcem był aptekarz Simon Wollimhaus, a bratem Jakob Gyllenborg. Po zakończeniu studiów w Uppsali i kilku podróżach, został sekretarzem domu bankowego (bankoverket).
W roku 1686 został uszlachcony i przyjął imię Leijonstedt. Po kilku latach pracy w radzie państwa, w roku 1698 wysłano go jako posła nadzwyczajnego (envoyé extra-ordinaire) do Brandenburgii, by uregulować kwestie pomorza, tak jak o nim stanowił pokój westfalski z 1648 roku.
W latach 1703–1710 był oficjalnym i faktycznym ambasadorem Szwecji w Berlinie. W roku 1707 w jednej z podróży na placówkę towarzyszył mu przyszły wielki dyplomata szwedzki Herman Cedercreutz. W roku 1714 działał w państwowym sądownictwie. W roku 1716 nadano mu tytuł barona (friherre). 15 kwietnia 1719 kandydował na lantmarskalka – moderatora parlamentu szwedzkiego, jednak ostatecznie zwyciężył jego konkurent Per Ribbing.